# Espolla

Położenie gminy na mapie comarki Alt Empordà.

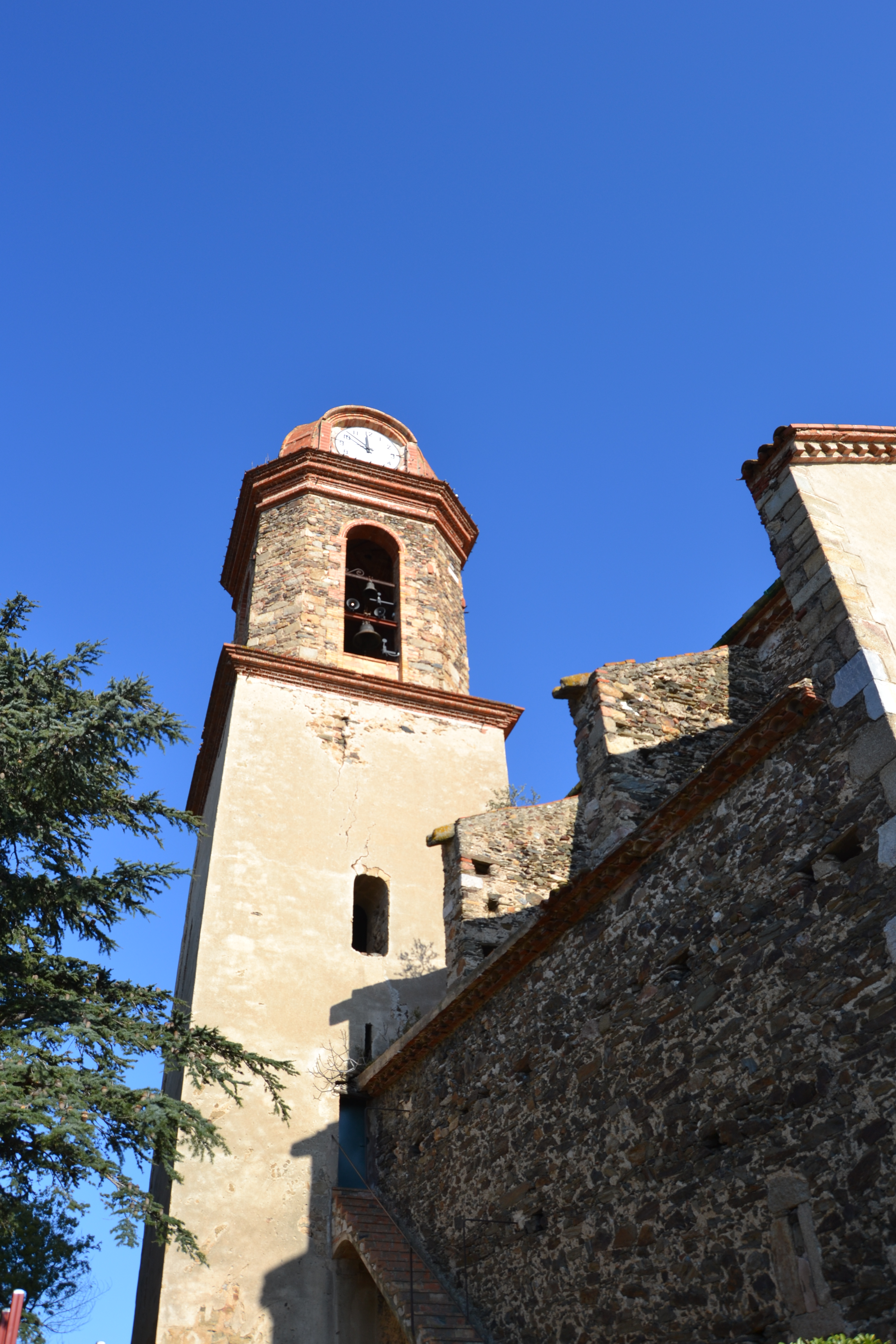
Kościół św. Jaume

Espolla – gmina w Hiszpanii,  w Katalonii, w prowincji Girona, w comarce Alt Empordà.
Powierzchnia gminy wynosi 43,54 km². Zgodnie z danymi INE, w 2004 roku liczba ludności wynosiła 380, a gęstość zaludnienia 8,73 osoby/km². Wysokość bezwzględna gminy równa jest 124 metry. Kod pocztowy gminy to 17753.

## Zabytki
- kościół św. Jaume z XVIII wieku
- zamek Espolla z przełomu XIII i XIV wieku
- klasztor romański św. Genís d’Esprac
- dolmen Barranc
- dolmen d’Arrenyagats
- nekropolia w Vilars

| 1991 | 1996 | 2001 | 2004 | 2006 |
| ---- | ---- | ---- | ---- | ---- |
| 390  | 396  | 369  | 380  | 367  |